# Anschläger (Bergbau)

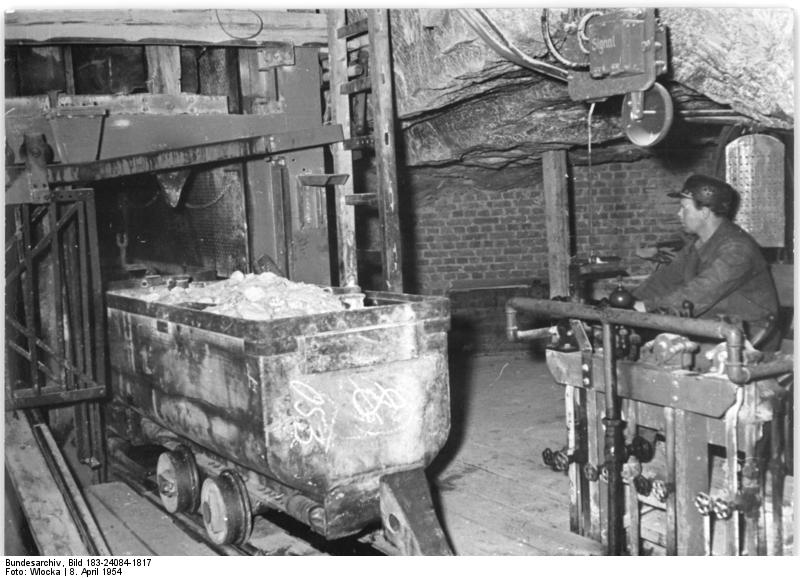
Anschläger im Kaliwerk Unterbreizbach

Ein Anschläger ist ein Bergmann, der im Füllort unter Tage und auf der Hängebank über Tage, den Anschlägen, die Güterförderung, Materialförderung und Seilfahrt durchführt. Der Anschläger bedient die Signalanlage zur Verständigung mit dem Maschinisten.
Als Anschläger an Schächten dürfen nur besonders unterrichtete und verpflichtete Personen eingesetzt werden. Vorgesetzter der Anschläger ist der Schachtsteiger bzw. Schachtfahrsteiger.

## Aufgaben

### Material- und Güterförderung
Die Anschläger beschicken die Fördergefäße, öffnen und schließen die Schachttore und führen Sondertransporte durch. Zu Letzterem zählt Material, das in die Grube gehangen oder ausgefördert wird und nicht in die Fördergefäße passt wie z. B. Langholz, große Ausbauteile oder Bergmaschinen.

### Seilfahrt
Der Anschläger ist für die Sicherheit bei der Seilfahrt, d. h. Festlegung der Reihenfolge, Aufrechterhaltung der Ordnung und den Verschluss der Tragböden mittels Jalousien oder Toren zuständig.

### Sondertätigkeiten
Hierzu zählen das Probetreiben und die wöchentliche Seilkontrolle, bei der der Maschinist einen Umtrieb mit sehr langsamer Geschwindigkeit durchführt, währenddessen ein oder mehrere Anschläger das Förderseil auf Beschädigungen kontrollieren.

### Signalgeben
Der Anschläger hat auch die Aufgabe, Signal zu geben, wenn der Schachtkorb in Bewegung gesetzt oder gestoppt werden soll. Die Anzahl der Schläge wird auf einer Anschlagtafel (Schild) in Schachtnähe geregelt – siehe das nachfolgende Beispiel einer Anschlagtafel:
- 1 Schlag = Halt
- 2 Schläge = Auf
- 3 Schläge = Hängen (abwärts)
- 4 Schläge = Beginn und Ende der Seilfahrt
- 4+1 Schläge = Selbstfahrer
- 5 Schläge = Fernsprechruf (Telefonverbindung zum Fördermaschinisten, Anschläger oder Dienstleiter)

## Etymologie
Die Bezeichnung Anschläger stammt aus der Zeit, als noch mit Fördertonnen gefördert wurde, die bei jedem Treiben ans Seil an- bzw. abgeschlagen wurden.

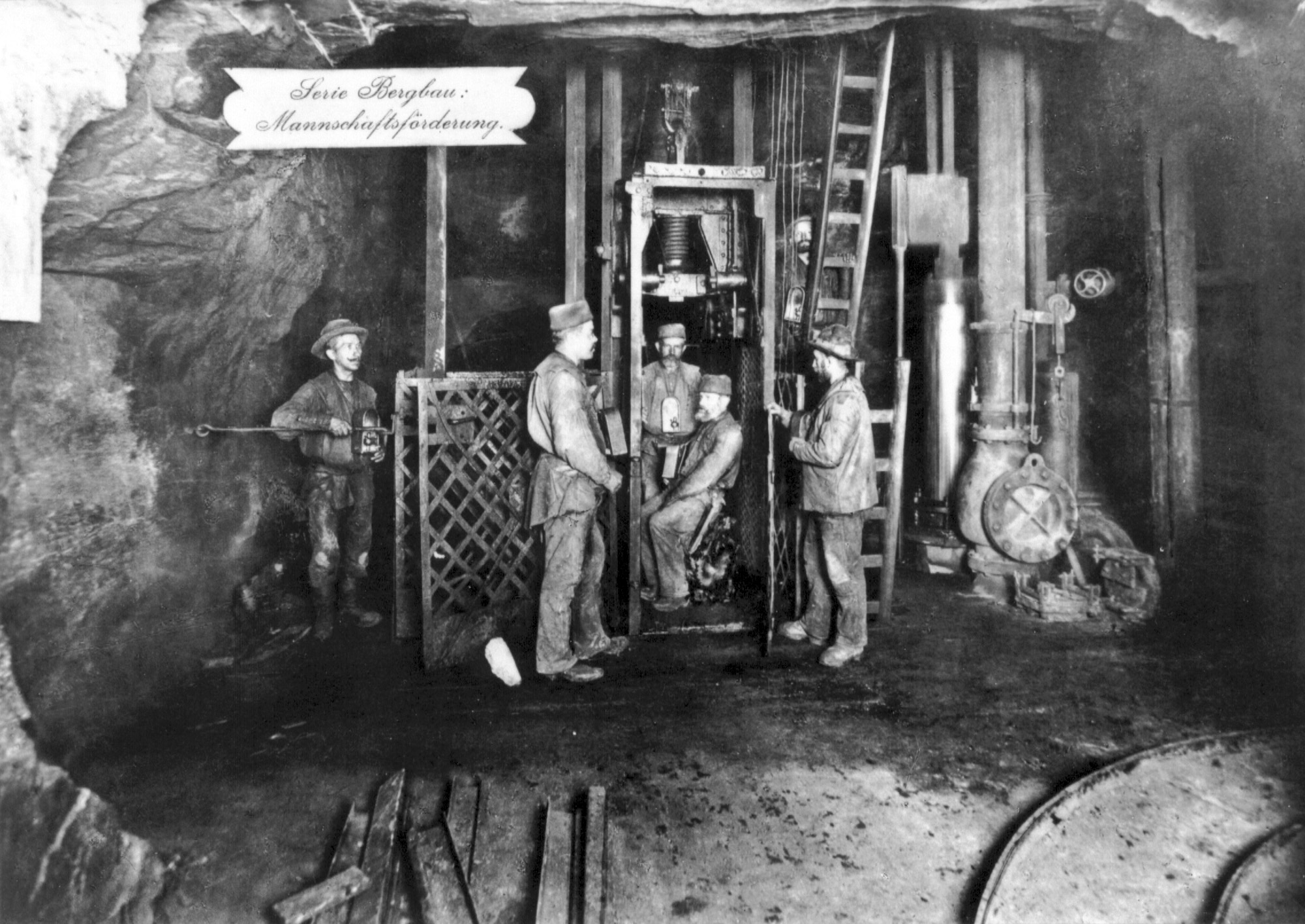
Seilfahrt (Füllort), Anschläger: rechts
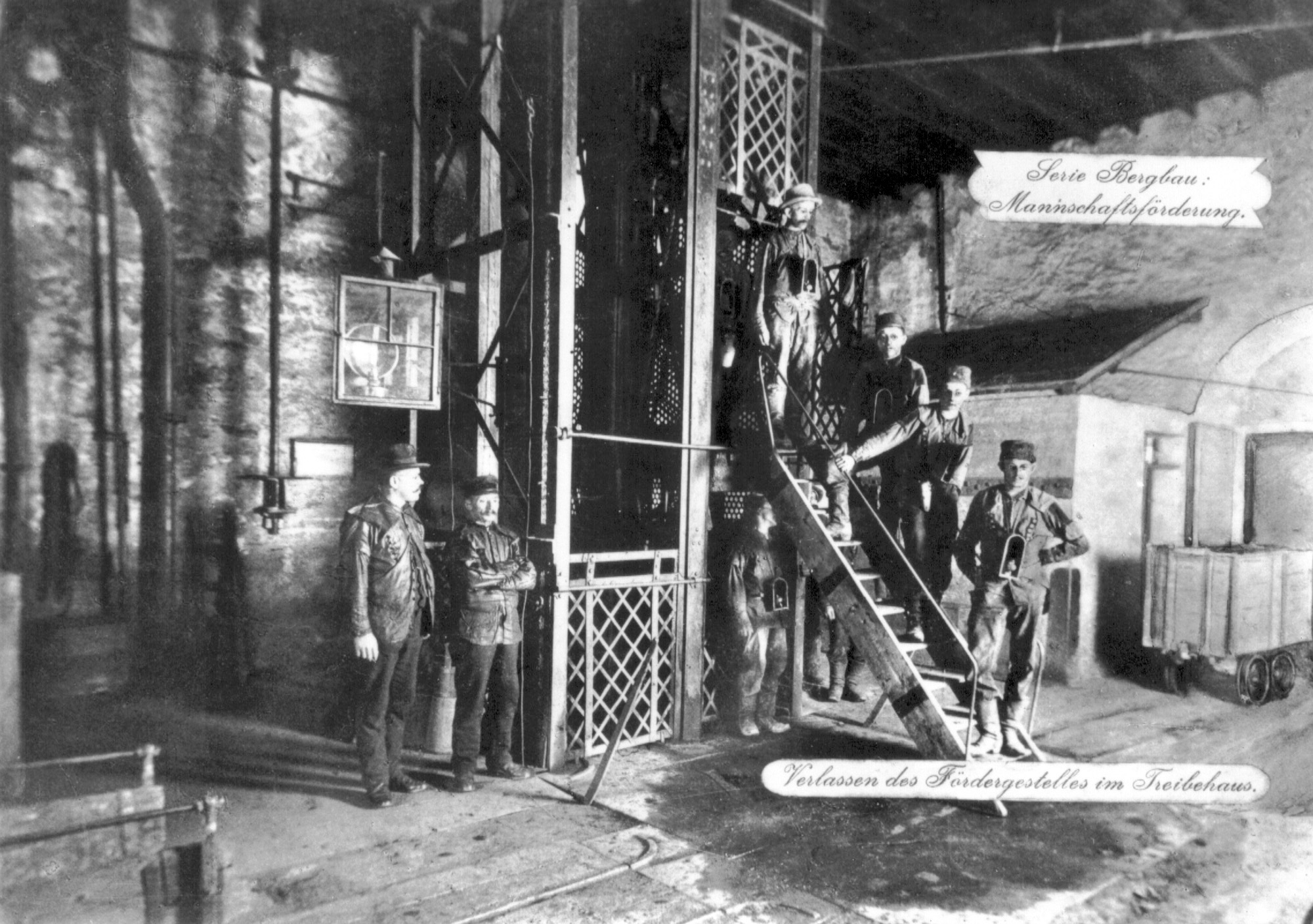
Seilfahrt (Hängebank), Anschläger: 2 v. l.
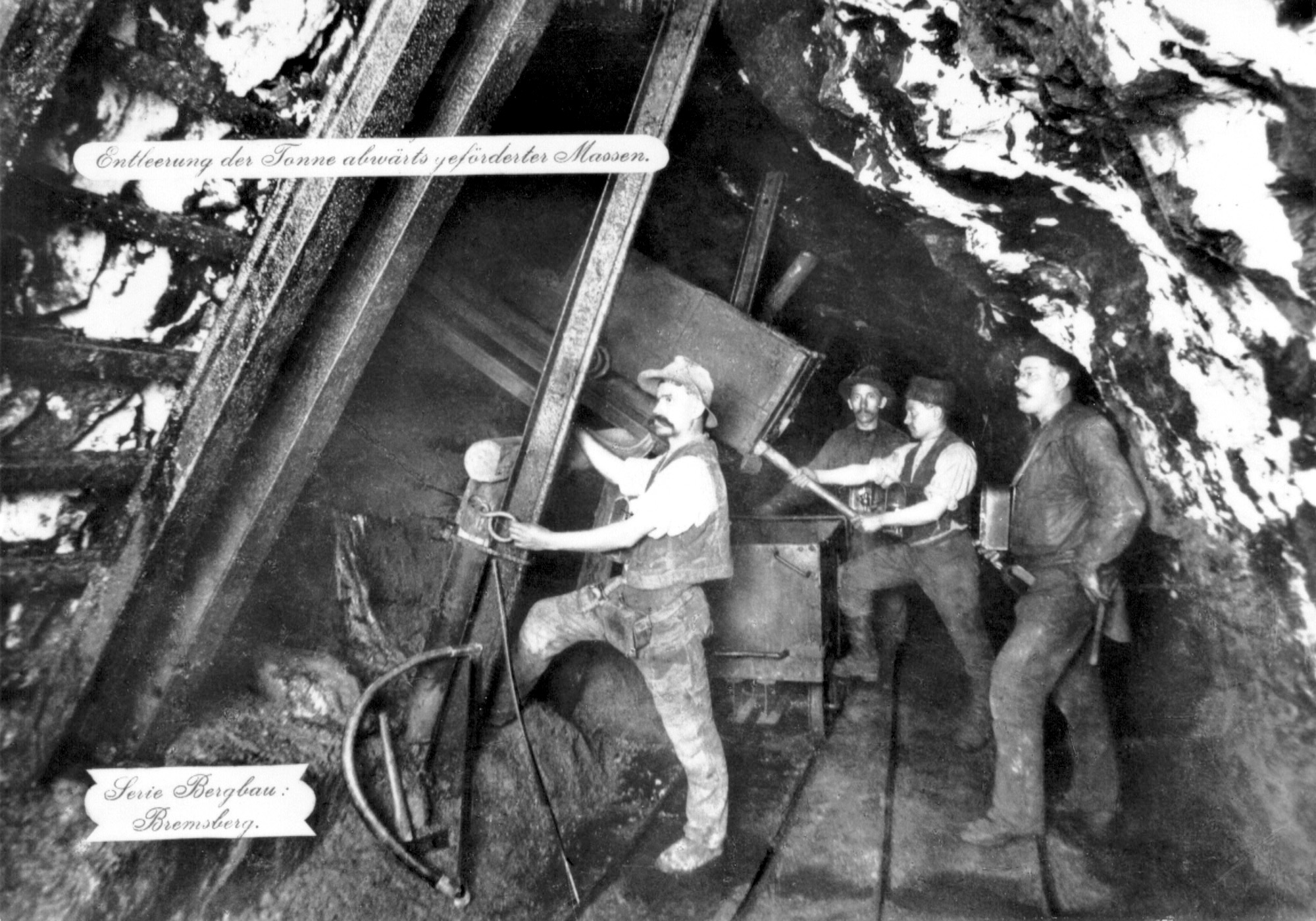
Bremsbergförderung, Anschläger: links